# Diego Cardozo
Diego Daniel Cardozo (Fray Luis Beltrán, Santa Fe, 2 de junio de 1987) es un futbolista argentino. Juega de enganche o volante por izquierda y su actual equipo es el Juventud Unida de Argentina.
Jugó junto a Maximiliano Morález en el  y su ídolo futbolístico es su excompañero Ariel Ortega.

## Trayectoria
Diego Cardozo, realizó las inferiores en Club Atlético River Plate y debutó como profesional en 2008 con Instituto Atlético Central Córdoba donde disputó más de 30 partidos. Luego de un exitoso primer año, arribó a Quilmes Atlético Club donde jugaría hasta el año 2010 antes de su llegada a Club Atlético Boca Unidos. Además, su paso por los Clubes: Unión Magdalena - Guillermo Brown - Club Real Potosí - y otra etapa en Unión Magdalena. 
En el año 2013 llegó a Club Sportivo Independiente Rivadavia, donde permaneció hasta el año 2015 y donde vivió su etapa de mayor éxito, disputando más de 90 partidos para el club y anotando más de 25 goles. En 2015 tuvo un breve paso por Club Atlético Atlanta, antes de regresar al club de sus amores. Ese año, en club Sportivo Independiente Rivadavia Diego Cardozo jugó 36 partidos (todos de titular) y anotó 14 goles, siendo así el goleador del equipo y consiguiendo la permanencia en la Primera B Nacional.

## Clubes
| Club                    | País      | Año     | PJ | Goles |
| ----------------------- | --------- | ------- | -- | ----- |
| River Plate             | Argentina | 2007-08 | 0  | 0     |
| Instituto               | Argentina | 2008-09 | 32 | 4     |
| Quilmes                 | Argentina | 2009-10 | 16 | 3     |
| Boca Unidos             | Argentina | 2010    | 14 | 0     |
| Huracán (TA)            | Argentina | 2010    | 3  | 0     |
| Guillermo Brown         | Argentina | 2012    | 11 | 1     |
| Real Potosí             | Bolivia   | 2012    | 14 | 4     |
| Unión Magdalena         | Colombia  | 2013    | 9  | 2     |
| Independiente Rivadavia | Argentina | 2013-15 | 52 | 8     |
| Atlanta                 | Argentina | 2016    | 16 | 2     |
| Independiente Rivadavia | Argentina | 2016    | 36 | 14    |
| Atlante FC              | México    | 2017-18 | 26 | 4     |
| San Martín (SJ)         | Argentina | 2018-20 | 10 | 1     |
| Independiente Rivadavia | Argentina | 2020-21 | 28 | 10    |
| tlético de Rafaela      | Argentina | 2022    | 7  | 0     |
| Gimnasia y Tiro (S)     | Argentina | 2022    | 7  | 1     |
| Sacachispas             | Argentina | 2023    | 14 | 1     |
| Sportivo Pocitos        | Argentina | 2024    | 0  | 0     |
| Juventud Unida          | Argentina | 2024-   |    |       |